# Gerald Berners
Gerald Hugh Tyrwhitt-Wilson, 14:e baron Berners, född 18 september 1883, död 19 april 1950, var en brittisk tonsättare.
Berners var ursprungligen diplomat. Han bedrev musikstudier för Igor Stravinskij och Alfredo Casella men var för övrigt självlärd inom musiken. Hans säregna alster uppvisar ofta satiriska och parodiska drag med en vilja att chocka lyssnaren. Berner komponerade operan Le carrosse du Saint-Sacrement (1923), baletten The triumph of Neptune (Djagilevs balett 1926), Fantasie espagnole för orkester, 3 sorgmarscher för piano (över en statsman, en kanariefågel, en rik moster), Valses borgeoises för piano fyrhändigt, sånger med mera. Han utgav självbiografin First childhood 1934.